# Pahang
Pahang – stan w Malezji, na Półwyspie Malajskim.
Powierzchnia 35 965 km², ludność 1 372 500. Stolicą stanu jest Kuantan.
Główne miasta: Kuantan, Bentong i Raub.

## Warunki naturalne
Zajmuje tereny nizinne, otoczone na północy i zachodzie wysokimi pasmami górskimi (Banjaran Besan, Tahan). Klimat równikowy, wybitnie wilgotny. Gęsta sieć hydrograficzna, z największą rzeką Pahang. Większa część porośnięta jest wilgotnym lasem równikowym.

## Gospodarka
Na wybrzeżu i w dolinach rzek uprawia się ryż, banany, tytoń, herbatę, kauczukowiec, palmę kokosową i olejową, w centrum stanu dominuje eksploatacja zasobów leśnych. Wydobycie rud cyny, żelaza i miedzi. Przemysł drzewny i spożywczy.

## Historia
W XIII wieku należał do Syjamu, potem do królestwa Madżapahit, w XVI wieku do Bugijczyków z wyspy Celebes. Sułtanat Pahang powstał w 1887 r. po oddzieleniu się od Malakki. Od 1896 r. był pod władzą Brytyjczyków, od 1963 r. stanowi część Malezji.

## Podział administracyjny
Obecnie podzielony na 11 okręgów:
- Bera
- Bentong
- Cameron Highlands
- Jerantut
- Kuantan
- Kuala Lipis
- Maran
- Pekan
- Raub
- Rompin
- Temerloh